# دانه‌های روغنی
دانه‌های روغنی، به منظور استخراج روغن از دانه آن‌ها پرورش می‌یابند؛ ولی به‌عنوان منبع باارزش پروتئین نیز مطرح هستند و بقایای محصول بعد از روغن‌کشی بدین منظور به کار می‌رود. هم روغن و هم کنجاله به‌همان اندازه اهمیت داشته و احتیاج به‌تجزیه‌های ویژه دارند که دقت در خلوص دانه رقم (کولتیوار) اهمیت دارد. ناخالصی بسیار کمی با سایر مواد ژنتیکی ممکن است کیفیت روغن به‌دست آمده را به شدت پایین آورده یا کنجاله تولیدی از آن‌ها حاوی مواد سمی باشد؛ بنابراین پرورش‌دهندگان بذر می‌بایست دقت ویژه‌ای برای جلوگیری از آمیزش یا آلودگی منابع نامناسب گرده داشته‌باشند.

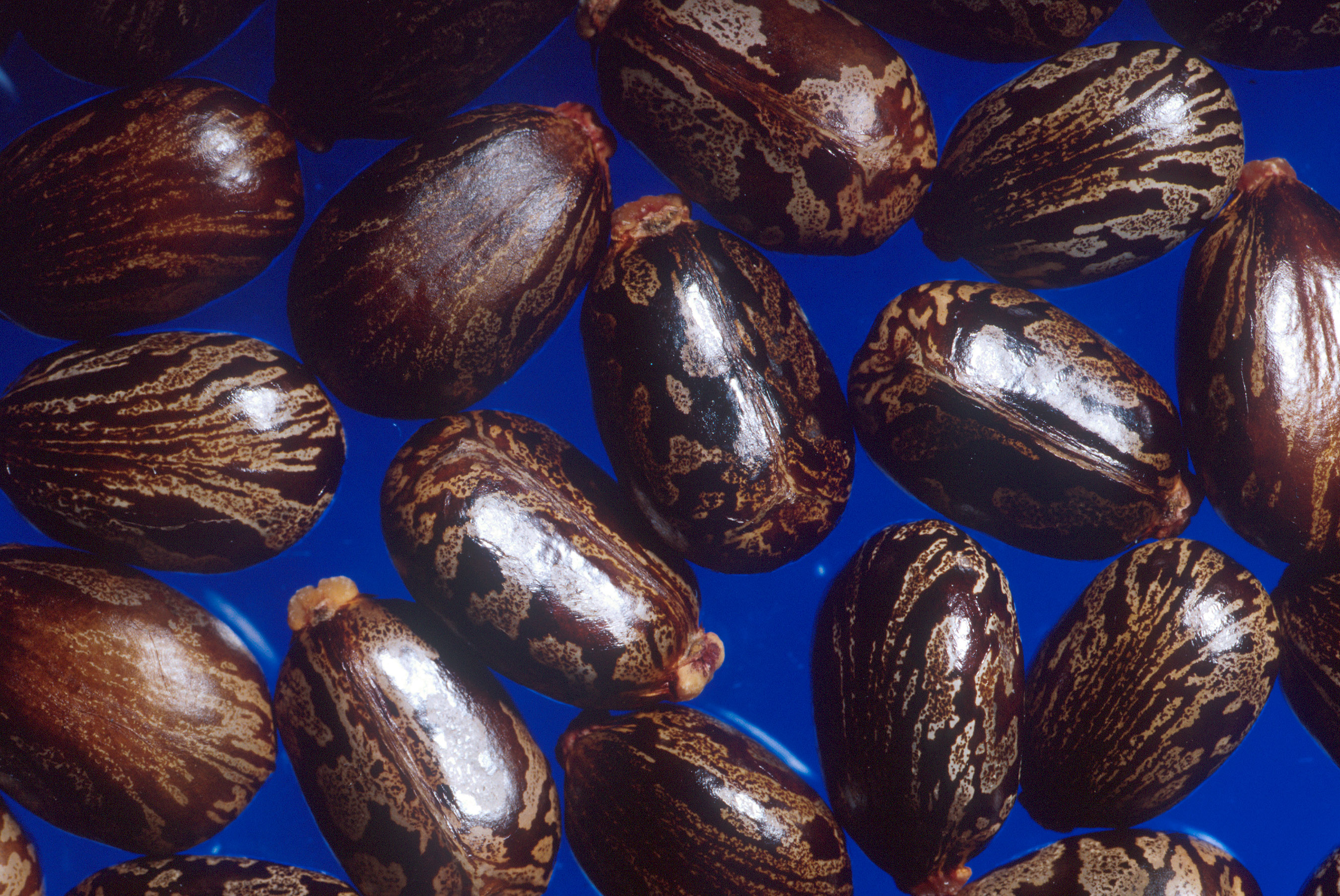
دانه‌های کرچک.

## دانه‌های روغنی کلزا و خردل
کلمی‌ها دارای پراکندگی گسترده‌تری می‌باشند. این جنس دانه‌های روغنی اصلی را در اقلیم‌های معتدل اروپا و آمریکای شمالی تشکیل داده و همچنین در آسیا و آفریقا نیز کشت و کار می‌شوند؛ ولی در سرزمین‌های مرطوب گرمسیری رشد مناسبی ندارند. دو نوع دانه روغنی کُلزا وجود دارد: یکی کلزای سوئدی و کلزای معمولی است. در هر دو گونه رقم‌های پاییزه و بهاره وجود دارد، ولی به‌طور کلی کلزای سوئدی اکثراً در پاییز کشت و کار می‌شود و کلزای معمولی در بهار کشت می‌شود. هر دو گونه نیز رقم‌های علوفه‌ای دارند که اساساً پرورش بذر آن‌ها مشابه رقم‌های دانه روغنی می‌باشد. البته نیاز به خلوص رقم در علوفه‌ها از اهمیت کمتری برخوردار است. هر دو قسم کلزا در نیازهای پرورش بذرشان مشابه هستند. به جز اینکه مقدار دگرگنشی در کلزای معمولی بیشتر از کلزای سوئدی است.
در شبه قاره هند مناطق مخصوصی وجود دارد که خردل قهوه‌ای به منظور روغن‌کشی کشت می‌شود. در بیشتر مناطق معتدل این گیاه به عنوان خردل کشت شده و همراه با خردل سفید برای پرورش دانه همانند بذر کلزا کشت می‌شود. خردل سفید به مقدار زیادی دِگَرگُشَن است.
کوبیدن محصول ردیف شده هنگامی آغاز می‌شود که درصد رطوبت بذر به کمتر از ۱۴ درصد رسیده باشد. خشک کردن (معمولاً با دیکوات) در مرحله دیرتر از مرحله درو کردن و ردیف کردن انجام می‌گیرد. البته احتمال جوانه زدن بذرهای برداشت شده وجود دارد و این روش به‌طور کلی برای محصولات بذری توصیه نمی‌شود. با وجود این گاهی در مزرعه با علف هرز زیاد، به کار می‌رود. برداشت مستقیم با کمباین وقتی انجام می‌شود که رنگ گیاه عوض شده و رنگ بذر تیره باشد، محتوای رطوبت بذر باید ۱۴ درصد یا کمتر باشد و بذرها در این رطوبت سخت شده‌اند. کمباین باید کاملاً درزگیری شود تا از پرش بذر از طریق درز و شکاف‌هایی که برای بذرهای بزرگتر مهم نیستند جلوگیری شود.

## گونه‌ها و نام‌های عمومی
- کلزای سوئدی
- کلزا
- خردل قهوه‌ای
- خردل سفید

خلوص رقم‌ها خصوصاً در خردل‌ها و منداب‌ها از اهمیت ویژه‌ای برخوردار است. روغن کلزا معمولاً حاوی اسید اروسیک است که در رقم‌های جدید تا حد قابل توجهی مقدار آن کاسته شده و به حدی رسیده که زیان‌آور نمی‌باشد. کنجاله نیز پس از روغن‌کشی حاوی گلوکوزینولات است که برای دام‌ها خطرناک می‌باشد و بعضی از رقم‌ها حاوی مقدار کمتری از این ماده می‌باشند. رقم‌های خردل، تندی ویژه‌ای به ادویه می‌دهند

## طبقه‌بندی رقم‌ها
توضیحات فقط در مورد کلزای سوئدی می‌باشد:
- فصل کاشت :...... بهاره، پاییزه، هر دو فصل
- میزان اسید اروسیک دانه :...... ۲ درصد یا کمتر، بیشتر از ۲ درصد
- زمان گل دادن (در داخل هر فصل کاشت) :...... خیلی زود، زود، متوسط، دیر، خیلی دیر

## ویژگی اصلی در شناسایی رقم‌ها
- توسعه قطعات (لب‌ها) در برگ :... وجود ندارد، خیلی ضعیف، ضعیف، متوسط، قوی، خیلی قوی
- طول ساقه اصلی :.... کوتاه، متوسط، بلند
- رنگ گلبرگ‌ها :.... زرد کمرنگ، زرد، نارنجی

## محصول بذری
- قرنطینه:

کلزای سوئدی معمولاً خود گشن است، ولی افزایش کندوی زنبور عسل در داخل مزرعه بذری در آزمایش‌هایی باعث افزایش عملکرد شده‌است. خردل قهوه‌ای نیز مقدار زیادی خود گشن است. از طرف دیگر کلزا و خردل سفید مقدار زیادی دگر گشن است. به علت نیاز به حفظ خلوص کولتیوار و پرهیز از ناخالصی بین کولتیوارهای مختلف روغن، معمولاً فاصله قرنطینه مناسب توصیه می‌شود. قرار دادن کندوهای زنبور عسل در زمان گلدهی سودمند بوده و در هر هکتار ۷ تا ۱۰ کندو توصیه می‌شود.
- کشت قبلی:

بذرهای کلمی‌ها در خاک دارای عمر طولانی بوده و مراقبت زیادی جهت جلوگیری از رشد گیاهان خودرو در مزرعه بذری لازم است. چنین گیاهانی به عنوان یک منبع اختلاط در بذر برداشت شده محسوب می‌شوند و ممکن است باعث دگر گرده‌افشانی و ایجاد خسارت‌های بعدی شوند. برای نسل‌های اولیه تکثیر، فاصله ۵ سال بین کشت کلمی‌ها توصیه می‌شود و برای نسل‌های بعدی حداقل سه سال فاصله لازم است. از آنجا که دانه‌های روغنی منداب و خردل برای روغن کشی پرورش می‌یابند برای جلوگیری از ریزش بذر باید سریعاً از کشتزار خارج شوند. در واقع توصیه می‌شود که کلیه کلمی‌ها و گونه‌های نزدیک به آن حتی اگر برای تولید علوفه و سبزیجات پرورش می‌یابند از مزرعه خارج شوند؛ زیرا علاوه بر مشکل ریزش بذر احتمال طغیان بیماری‌ها در خاک وجود دارد.
- علف‌های هرز مشکل ساز:

خردل وحشی و ترب وحشی دو علف هرزی هستند که بذرشان شبیه به بذرهای منداب و خردل می‌باشند. خردل سیاه نیز گاهی به عنوان گیاه زراعی کشت می‌شود، ولی در بعضی مناطق به عنوان علف هرز مطرح است. هر سه علف هرز یاد شده به راحتی ریزش بذر دارند و جدا نمودن آن‌ها از داخل محصول بذری بسیار مشکل
می‌باشد. تعدادی از علف کش‌ها وجود دارند که می‌توانند قبل و بعد از سبز شدن مورد استفاده قرار گیرند، ولی کاربرد آن‌ها باید با دقت فراوان باشد و باید در نواحی رشد محصول با توصیه متخصصین مصرف شوند. بهتر است که زمین پاکیزه برای محصول بذری انتخاب شود. علف هرز دیگری که جدا کردن بذرش از داخل براسیکاها مشکل است شیر پنیر (Galium aparine)می‌باشد که در منداب سوئدی بعد از سبز شدن، با مصرف کاربتامید قابل کنترل است.
- کاشت و داشت محصول:

نیازهای محصول بذری مشابه محصول پرورش یافته برای دانه روغنی است. پرورش بذر منداب علوفه ای نیز مشابه منداب روغنی می‌باشد.
- سرکشی از محصول بذری:

برای کنترل قرنطینه باید قبل از گلدهی بازدید انجام شود، ولی برای تأیید رقم‌ها و خلوص آن ممکن است بازرسی در زمان قابل رویت بودن رنگ گل‌ها بهتر باشد.
- برداشت

دانه‌های کلزا به راحتی ریزش می‌کنند، لذا برداشت دانه باید در زمان مناسب انجام گیرد. دوره زمانی مناسب برای برداشت کاملاً کوتاه و بیشتر از یک هفته نیست.
سه روش برداشت ممکن می‌باشد:
- - درو کردن و ردیف کردن و برداشتن بعدی آن‌ها (توسط کمباین یا برای خرمن کوبی)
  - خشک کردن محصول و سپس برداشت مستقیم با کمباین
  - برداشت مستقیم با کمباین

در روش اول محصول با دست می‌تواند. محصول بریده شده جهت خشک کردن به صورت دسته‌ای روی زمین رها می‌شود. محصول وقتی برای درو کردن و ردیف کردن آماده‌است که گیاهان شروع به زرد شدن نموده و بذرها به رنگ تیره درآمده باشند. در این مرحله بذر سفت شده، ولی هنوز خت نشده و با فشار ناخن علامتی روی آن باقی می‌ماند. رطوبت بذر در این روش نباید از ۳۵ درصد بالاتر و از ۲۰ درصد پایین‌تر باشد.
کوبیدن محصول ردیف شده هنگامی آغاز می‌شود که درصد رطوبت بذر به کمتر از ۱۴ درصد رسیده باشد. خشک کردن (معمولاً با دیکوات) در مرحله دیرتر از مرحله درو کردن و ردیف کردن انجام می‌گیرد. البته احتمال جوانه زدن بذرهای برداشت شده وجود دارد و این روش به‌طور کلی برای محصولات بذری توصیه نمی‌شود. با وجود این گاهی در کشتزار با علف هرز زیاد، به کار می‌رود. برداشت مستقیم با کمباین وقتی انجام می‌شود که رنگ گیاه عوض شده و رنگ بذر تیره باشد، محتوی رطوبت بذر باید ۱۴ درصد یا کمتر باشد و بذرها در این رطوبت سخت شده‌اند. کمباین باید کاملاً درزگیری شود تا از پرش بذر از طریق درز و شکافهایی که برای بذور بزرگتر مهم نیستند جلوگیری شود.

## بذر بعد از برداشت
- خشک کردن

معمولاً بذر کلزا پس از برداشت دارای رطوبت خیلی بالایی است و برای انبار کردن خیلی سریع فاسد خواهد شد. درصد رطوبت بذر دانه‌های روغنی برای انبار نمودن باید کمتر از غلات باشد. در انبار نمودن برای مدت بیش از ۶ ماه، رطوبت بذر باید ۹ درصد یا کمتر باشد. برای انبار کردن بیش از ۶ ماه، رطوبت بذر به کمتر از ۷ درصد رسانده شود.
- بوجاری بذر

دستگاه بوجاری هوایی – غربالی معمولاً بوجاری بذر را به‌طور رضایت بخشی انجام می‌دهد.
- تیمار بذر

## رقم‌های مصنوعی
رقم‌های هیبرید تاکنون وجود نداشته و موفقیتی نیز در این زمینه به وجود نیامده‌است، ملی رقم‌های مصنوعی نتایج رضایت بخشی عاید نموده‌است. مفهوم کلی بدین صورت است که تعدادی از لاین‌های انتخاب شده با یک نسبت مساوی مخلوط شده و این مخلوط برای تعدا محدودی نسل تکثیر می‌شوند.
به جز محدودیت در تعداد نسل‌ها، پرورش بذر مشابه موارد ذکر شده برای اکثر رقم‌های معمولی می‌باشد.

## دانه‌های روغنی دیگر
- سویا (Glycine max)
- بادام زمینی (Arachis hypogea L)
- آفتاب گردان (Helianthus annuus)
- گلرنگ (Safflower)(Carthamus tinctorius)
- کنجد (Sesame)(Sesamum indicum)
- بزرک، کتان (Linum usitatissimum L)
- کرچک (Ricinus communis L)
- پنبه (Gossypium herbaceum)
- زیتون (Olea europaea)
- کاملینا (Camelina sativa)